# Fraccionamiento San Felipe
Fraccionamiento San Felipe är en ort i Mexiko.   Den ligger i kommunen Fresnillo och delstaten Zacatecas, i den centrala delen av landet, 600 km nordväst om huvudstaden Mexico City. Fraccionamiento San Felipe ligger 2 118 meter över havet och antalet invånare är 955.
Terrängen runt Fraccionamiento San Felipe är lite kuperad, och sluttar brant österut. Runt Fraccionamiento San Felipe är det ganska glesbefolkat, med 38 invånare per kvadratkilometer. Närmaste större samhälle är Fresnillo, 6,5 km väster om Fraccionamiento San Felipe. Omgivningarna runt Fraccionamiento San Felipe är i huvudsak ett öppet busklandskap.